# Dictyanthus reticulatus
Dictyanthus reticulatus är en oleanderväxtart som beskrevs av George Bentham, Amp; Hook. f. och William Botting Hemsley. Dictyanthus reticulatus ingår i släktet Dictyanthus och familjen oleanderväxter. Inga underarter finns listade i Catalogue of Life.